# ウィルズデン・ジャンクション駅
ウィルズデン・ジャンクション駅（ウィルズデン・ジャンクションえき、英語: Willesden Junction station）は、ロンドン北西部のハレスデン地区にある鉄道駅である。
ロンドン地下鉄ベイカールー線とロンドン・オーバーグラウンド計3路線の旅客列車が発着する。なお、駅施設はネットワーク・レールが所有する。
駅はその名の由来となったウィルズデン地域からは1マイルほど南に離れているが、駅の場所はかつてのウィルズデン特別区（Municipal Borough of Willesden、現存しない）の南端にあたる。

## 概要
地上を東西に走るウェスト・コースト本線(WCML: West Coast Main Line)およびそれと並行に走るワトフォードDC線と、高架を南北に走るノース・ロンドン線（North London Line、略称NLL）の高架線が交差する場所にある駅である。また駅のすぐ南側でノース・ロンドン線からウェスト・ロンドン線（West London Line、略称WLL）の線路が分岐している。
ワットフォードDC線の駅は1面3線の地上駅で、線路を共有するロンドン地下鉄ベーカールー線の列車とロンドン・オーバーグラウンドのワットフォードDC線の列車が発着する。
ノース・ロンドン線のホームは島式ホーム1面2線の高架駅で、ロンドン・オーバーグラウンドのノース・ロンドン線の列車およびウェスト・ロンドン線の列車が発着する。オーバーグラウンドのウェスト・ロンドン線はこの駅が北側の終点であるが、ラッシュ時には一部列車がノース・ロンドン線に直通運転をしている。
また、ウェスト・コースト本線には、かつては駅があったが、現在は撤去されており、列車は停車しない。

### 駅構造
上下の2層構造の駅である。
南北に高架が走るノース・ロンドン線の上層部ホーム（ただし周囲の土地の大部分と同じ高さ）には4・5番線があり、ノース・ロンドン線とウェスト・ロンドン線の列車が発着する。ウェスト・ロンドン線の列車はノース・ロンドン線の東側に、逆向きに停車する。
東西に地上を走るワトフォードDC線の下層部分のホームは、上層部分に概ね直角に交差する形で、1-3番線がある。1面の島式ホームからなり、ホームの外側は1・3番線となっている。1・3番線の内側には、西（郊外）側が終端となっている2線分の広さを持つ頭端式ホームがあり、この頭端式ホームのうちの片側が2番線である。この2番線はロンドン・オーバーグラウンドの回送列車が現在使用している。内側の頭端式ホームがなくなる、島式ホームの北側の部分はホームが内側に湾曲しているためにかなり狭くなっている。
1・3番線はベーカールー線のほとんどの列車およびロンドン・オーバーグラウンドの列車が発着する。2番線はベイカールー線列車のとても短いものおよびロンドン・オーバーグラウンドの初電・終電列車が発着する。
ウィルズデン・ジャンクション駅で終点となるベイカールー線の列車はそのままストーンブリッジ・パーク車両基地（2駅北側にある）まで運転され、そこで折り返す。南行き（都心方面）の列車はストーンブリッジ・パーク駅から運転される。
この形態はウィルズデン・ジャンクション駅に詰めるロンドン地下鉄の職員が、終着列車が空になるのを監視することを優先したために採られている。

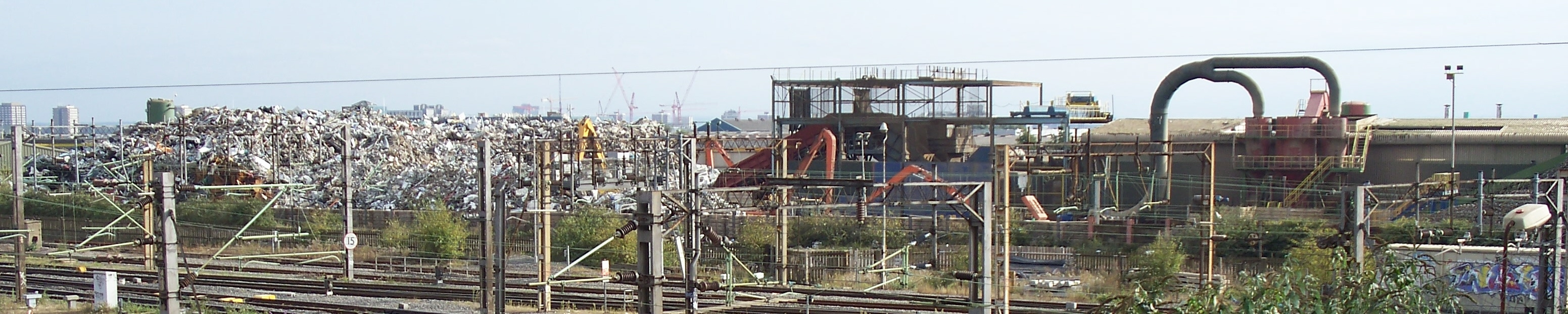
ウィルズデン・ジャンクション・ウェスト車両基地（上層部のホームから撮影）

また、頭端式ホームは、下層部分のホームからケンサル・ライズ駅 (Kensal Rise) との間を結ぶ短絡線を利用して、車両基地とノース・ロンドン線およびゴスペル・オーク-バーキング線 (Gospel Oak to Barking line) とを行き来する回送列車によく使用される。
なお、駅の下層部分とホームのないウェスト・コースト本線との間は、駅の南東に隣接しているウィルズデン車両基地への連絡線によって隔てられている。

## 歴史
この駅には主に3段階の開発段階があった。
- 1837年、ロンドン・アンド・バーミンガム鉄道（London and Birmingham Railway現在のウェスト・コースト本線)がこの地を通過するようになった。ただし、この際には駅は設置されなかった。同線のこの地には1866年9月1日にロンドン・アンド・ノース・ウェスタン鉄道 (London & North Western Railway) が駅を開業させた。しかし、後に1962年にウェスト・コースト本線の電化準備のために旅客営業が中止され、その後駅は取り壊されている。以後、ウィルズデン・ジャンクション駅から郊外への列車運行を行うためにホームの再築を行うという計画がいくつも計画されだが、いずれも撤回されている。そして現在もなお線路の間にホームの跡が隙間として残っている。
- ノース・ロンドン線の駅は、ウェスト・コースト本線に直角に交差するように建設された。この駅はウェスト・コースト本線の電化の際に、駅の移設が行われた。
- 「New Line」（現在のワトフォードDC線）が開通した際にも駅が設置された。この「ウィルズデン新駅(Willesden New Station)」はウェスト・コースト本線の北側に建設され、最初は2本の通り抜け可能なホーム（外側）と2本のロンドン側への頭端式ホーム（内側）があった。ベイカールー線は1915年5月10日にこの「New Line」上で営業開始した。

最初のホーム番号の付番はウェスト・コースト本線のホームから数え始めてNL線・DC線に続くというもので、これはウェスト・コースト本線のホームが撤去された後も数年は変えられなかった。

## 列車運行
昼間時の列車の発着パターンは以下の通り（本数は1時間あたりのもの）。
ワトフォードDC線
オーバーグラウンド列車
- 3本 ユーストン駅行き
- 3本 ワットフォード・ジャンクション駅 （ハーロウ&ウィルドストーン駅経由）

ベーカールー線列車
- 9本 エレファント&キャッスル駅行き:
- 9本 ハーロウ&ウィルドストーン駅行き

ノース・ロンドン線
- 4本 リッチモンド駅行き
- 4本 ストラトフォード駅行き

ウエスト・ロンドン線
- 2本 クラパムジャンクション駅行き
- 2本 リッチモンド駅行き

## 隣の駅
ロンドン交通局
ロンドン地下鉄
■ベイカールー線
ハールスデン駅 - ウィルズデン・ジャンクション駅 - ケンサル・グリーン駅
■ロンドン・オーバーグラウンド
ワトフォードDC線
ハールスデン駅 - ウィルズデン・ジャンクション駅 - ケンサル・グリーン駅
ノース・ロンドン線
アクトン・セントラル駅 - ウィルズデン・ジャンクション駅 - ケンサル・ライズ駅
ウェスト・ロンドン線
シェパーズ・ブッシュ駅 - ウィルズデン・ジャンクション駅ケンサル・ライズ駅

## ギャラリー

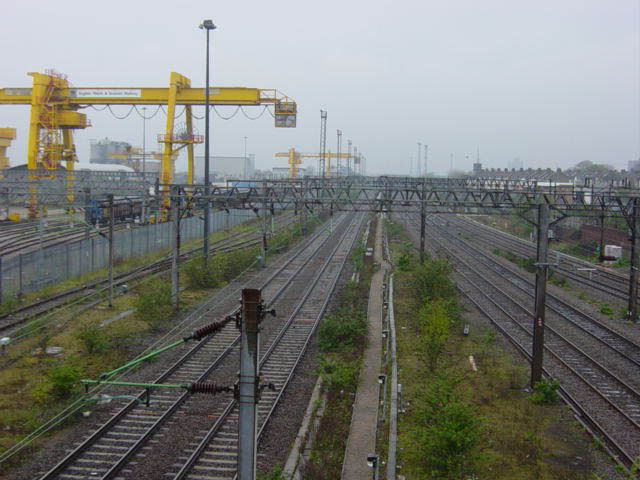
ノース・ロンドン線ホームから撮影したウェスト・コースト本線。草が茂っている線路間の隙間にかつては同線のホームが設置されていた。
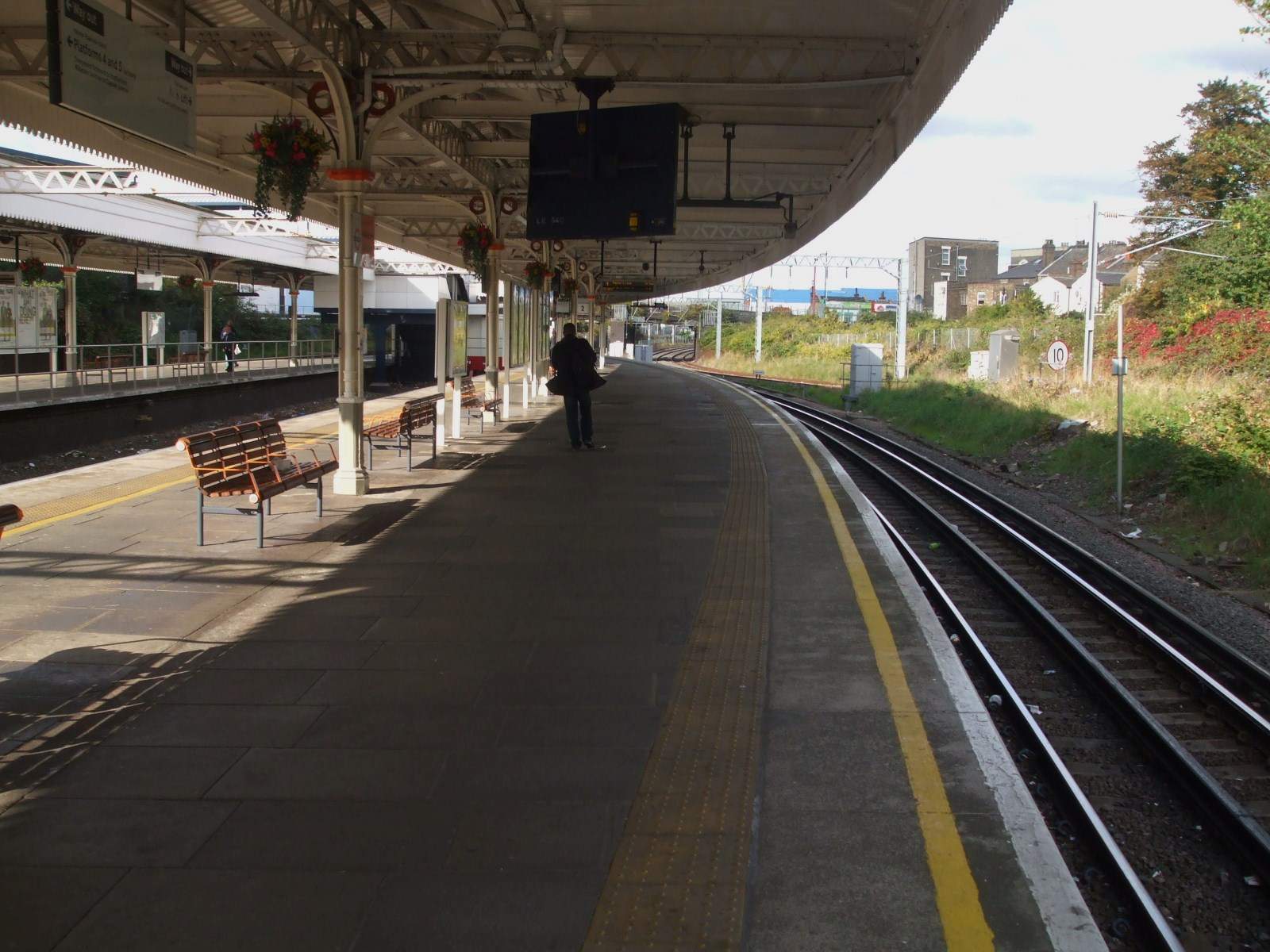
低地ホームの南の左側から北方面を見た。
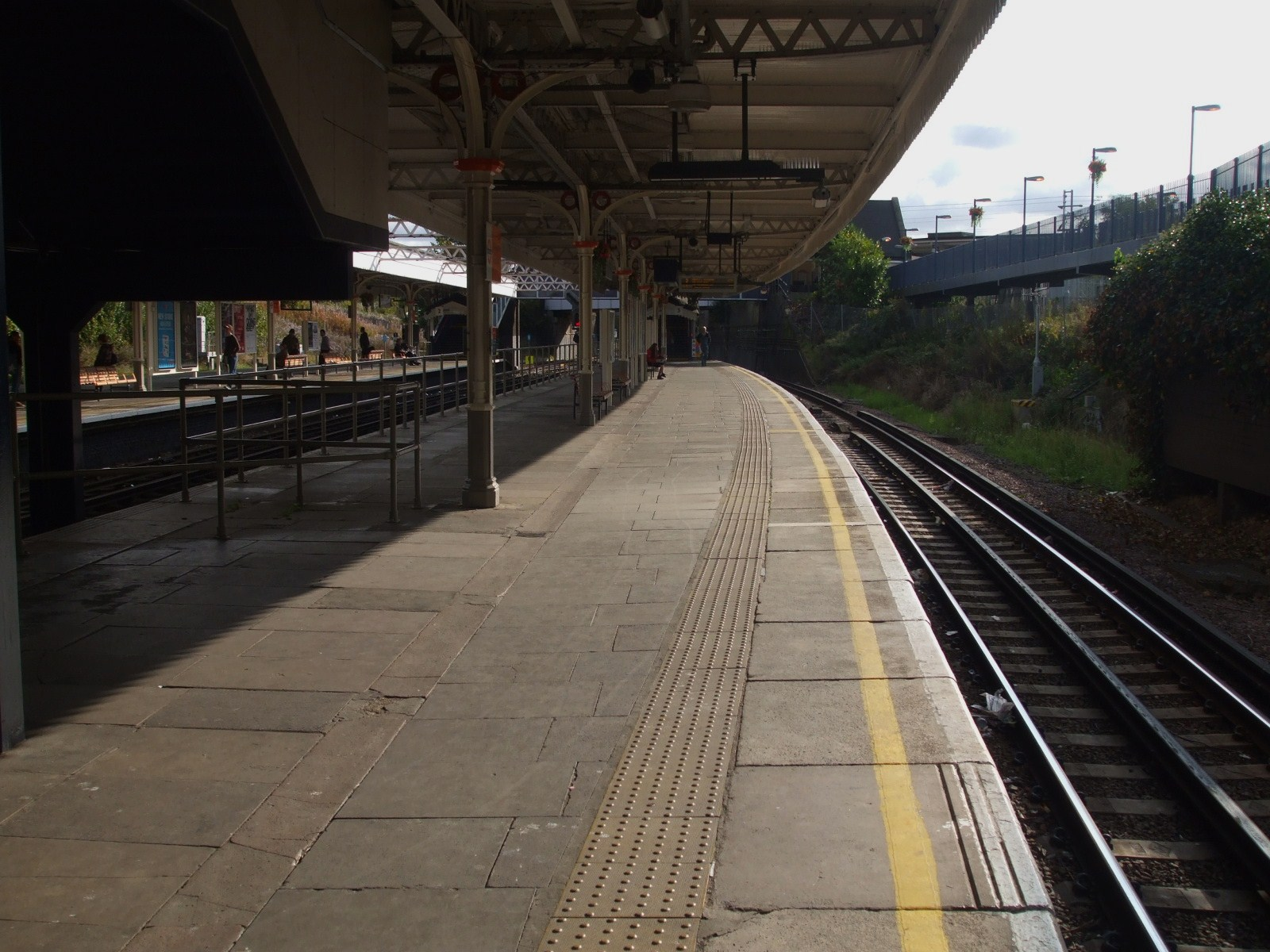
低地ホームの北の左側から南方面を見た。高地ホームは右側に見える。
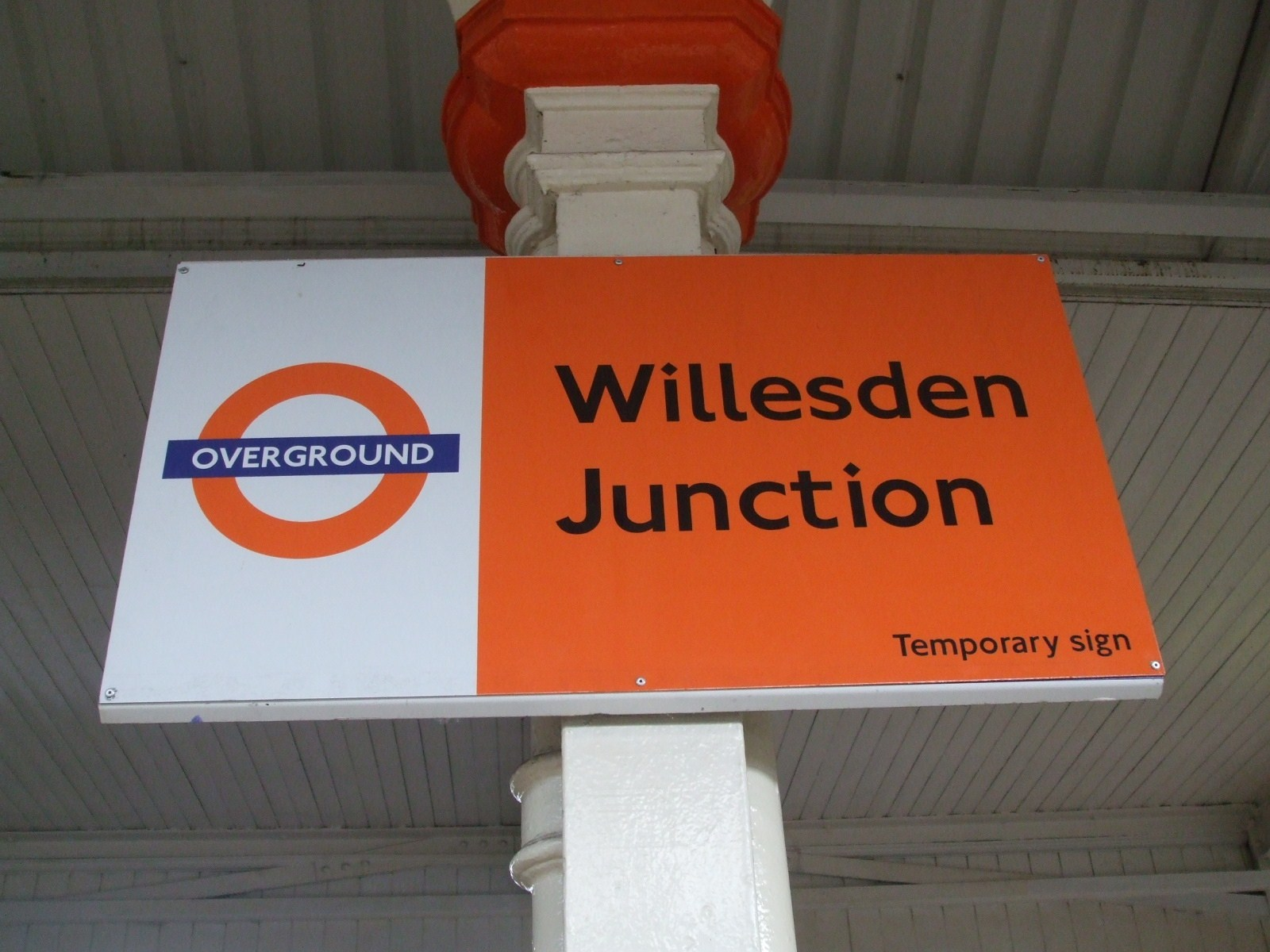
低地ホームにある標識はオーグラウンドの色。(2008、夏の一時的なマーク)
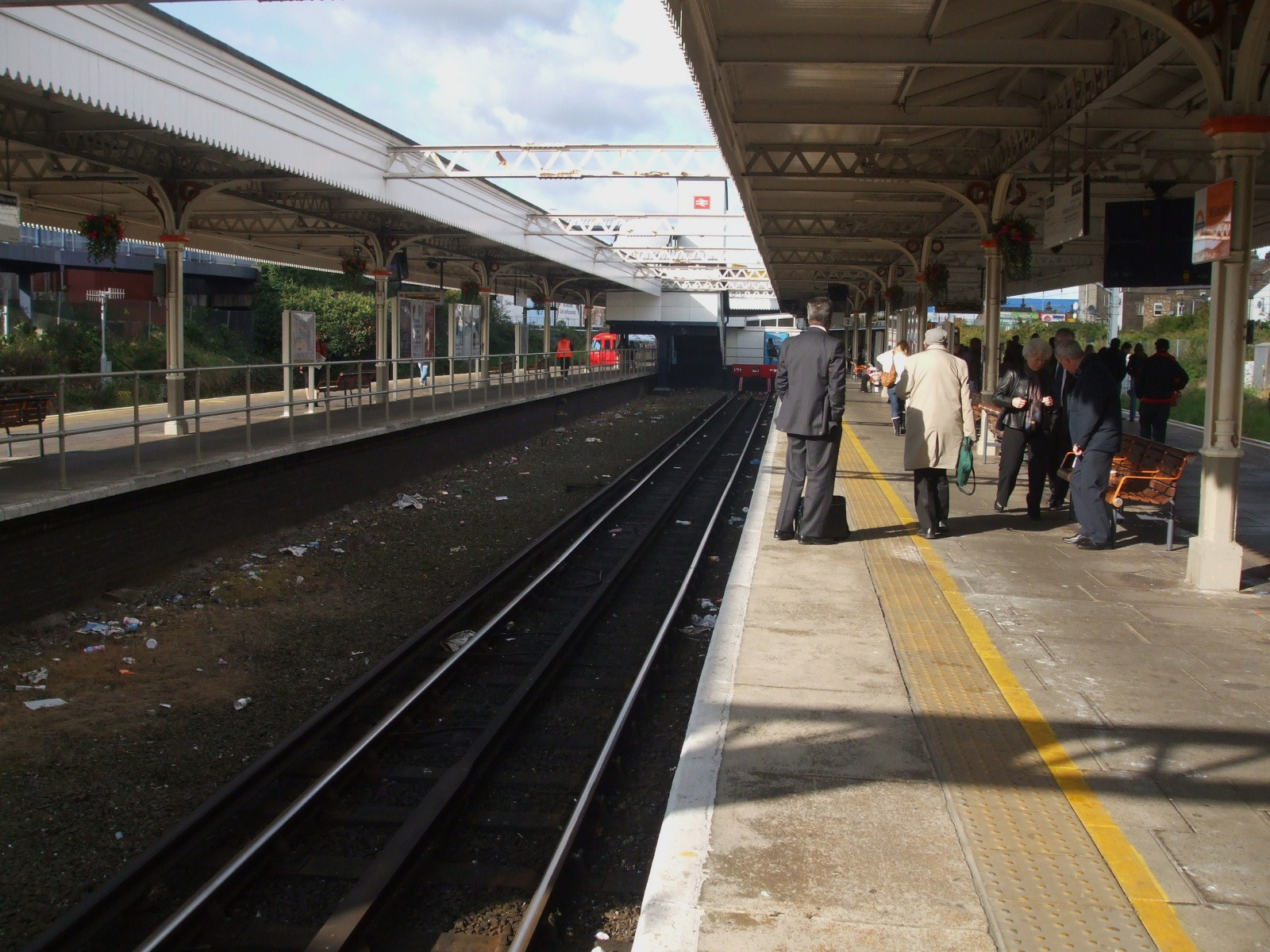
時々、高地ホームの北側にある車止めが使われる。
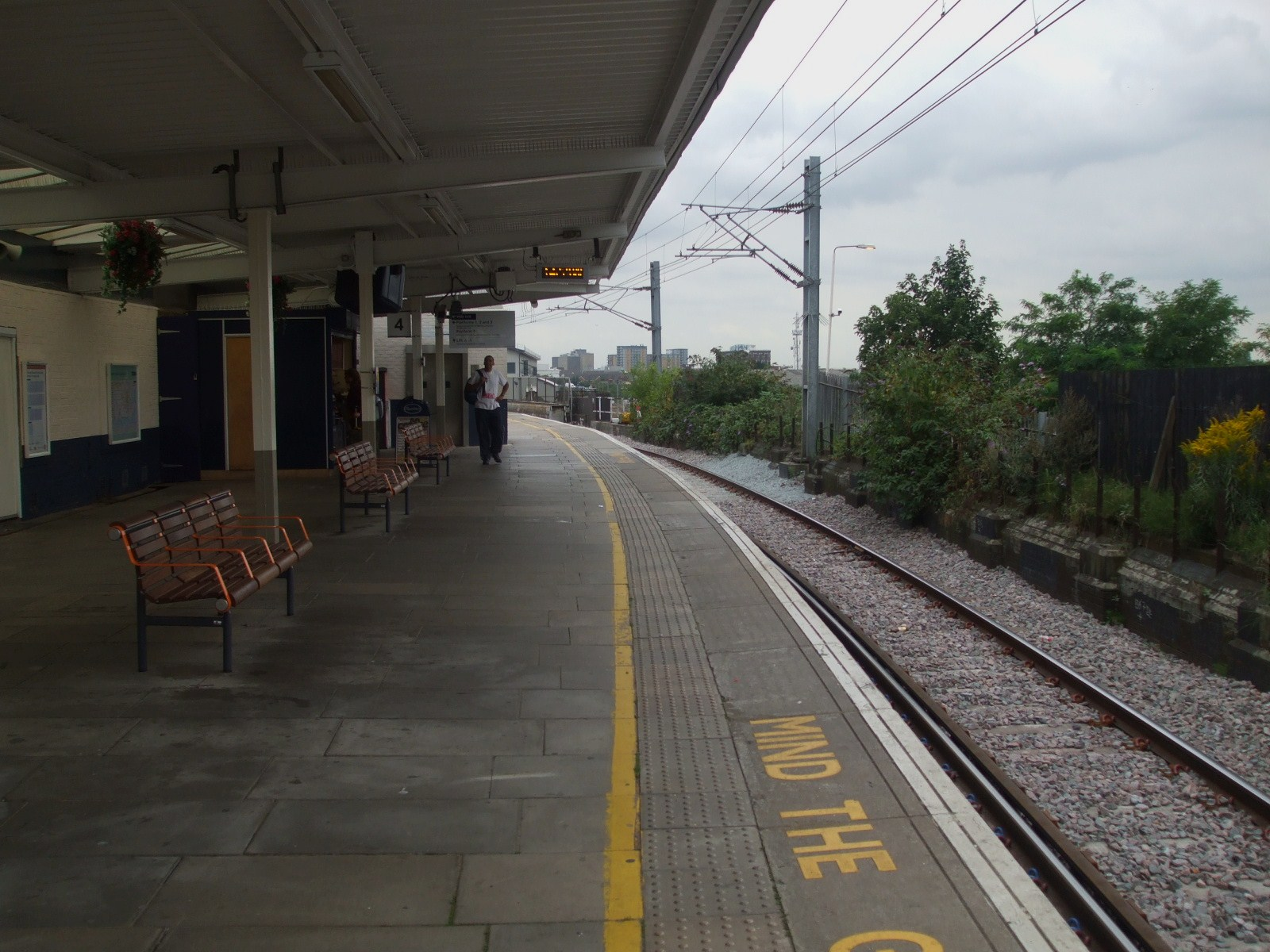
高地ホームの東から西を見た。
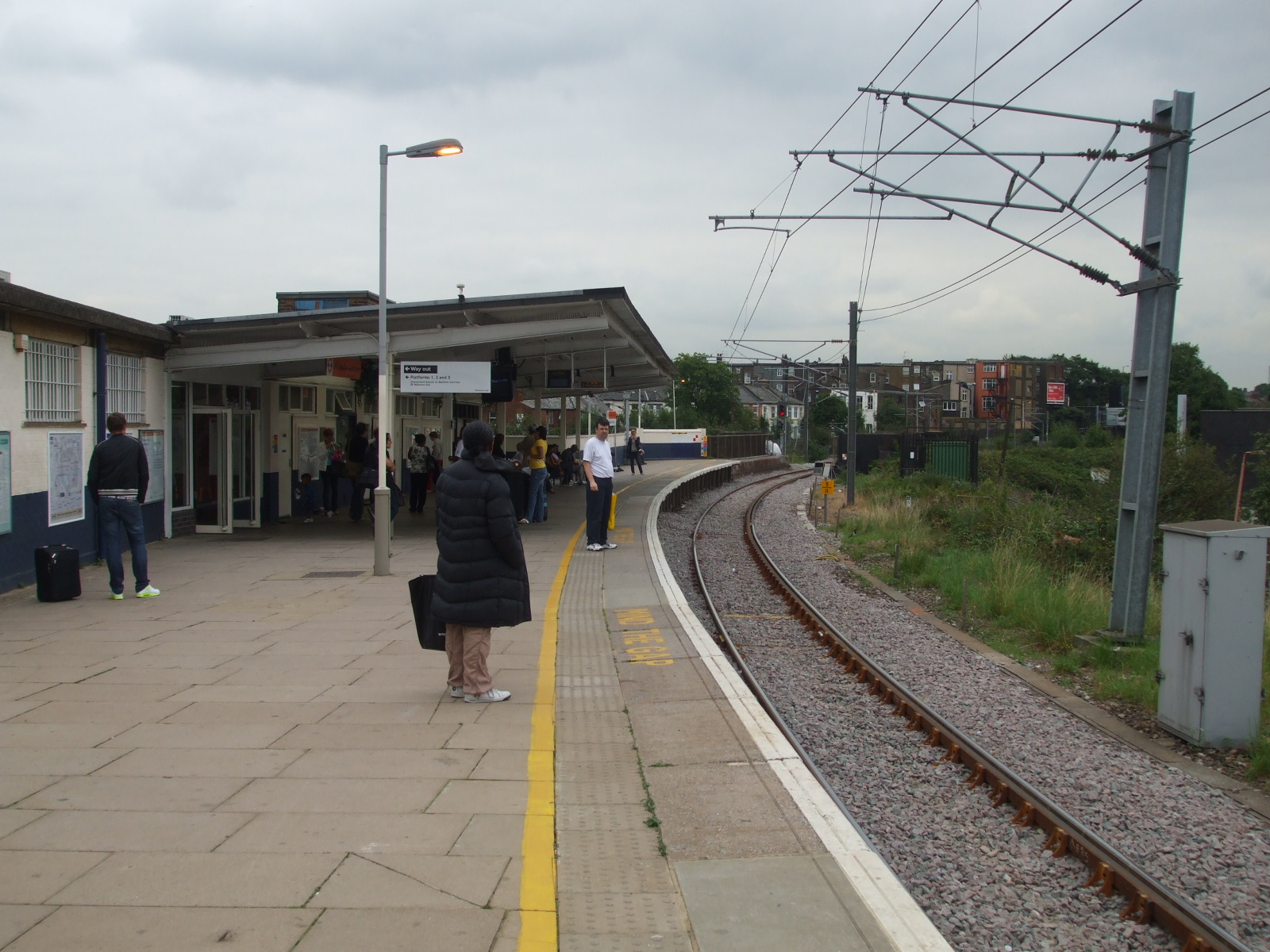
高地ホームの西から東を見た。
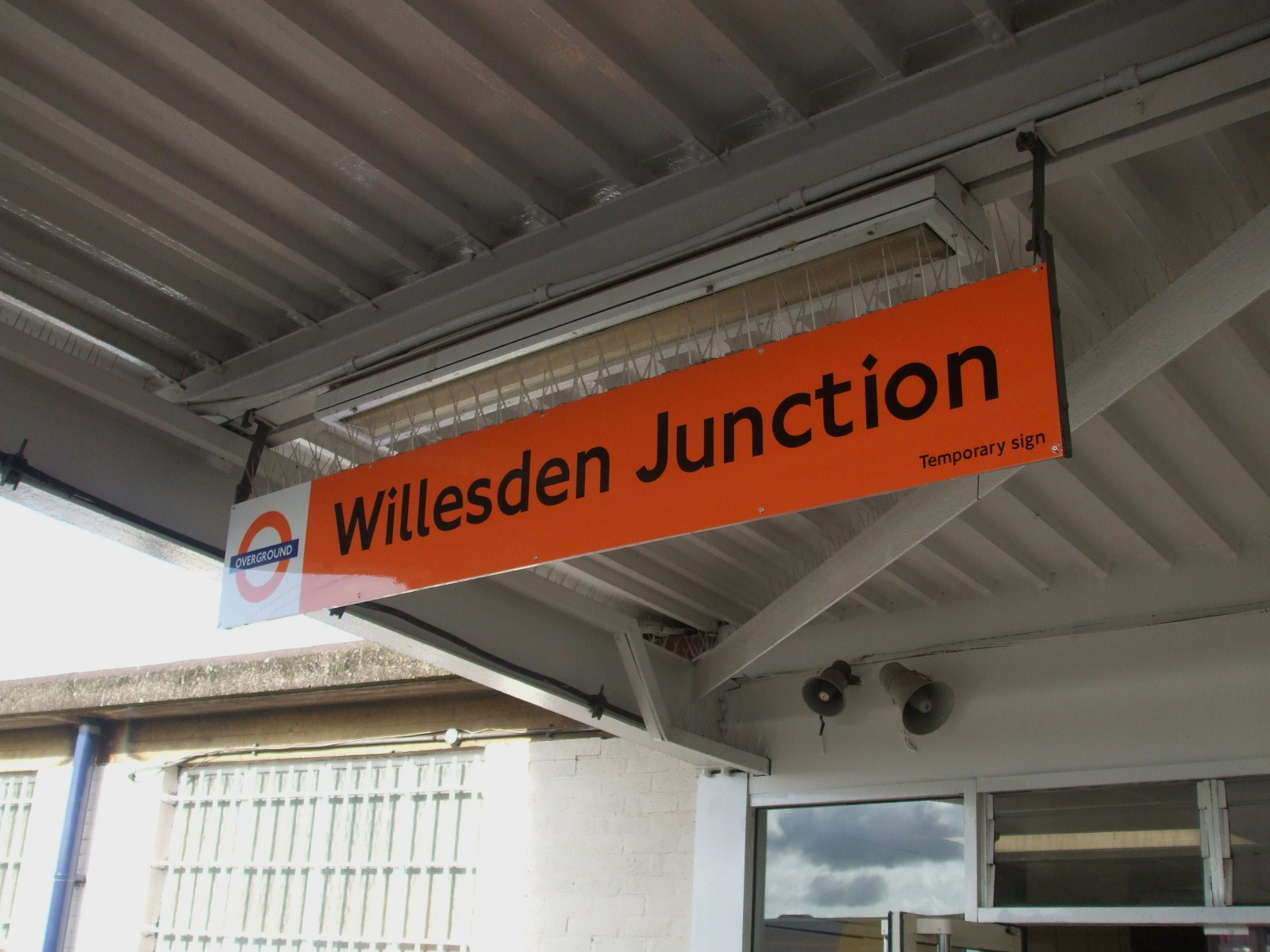
高地ホームにある標識はオーバーグラウンドの色。(2008、夏の一時的なマーク)